# تکیر (خاک)

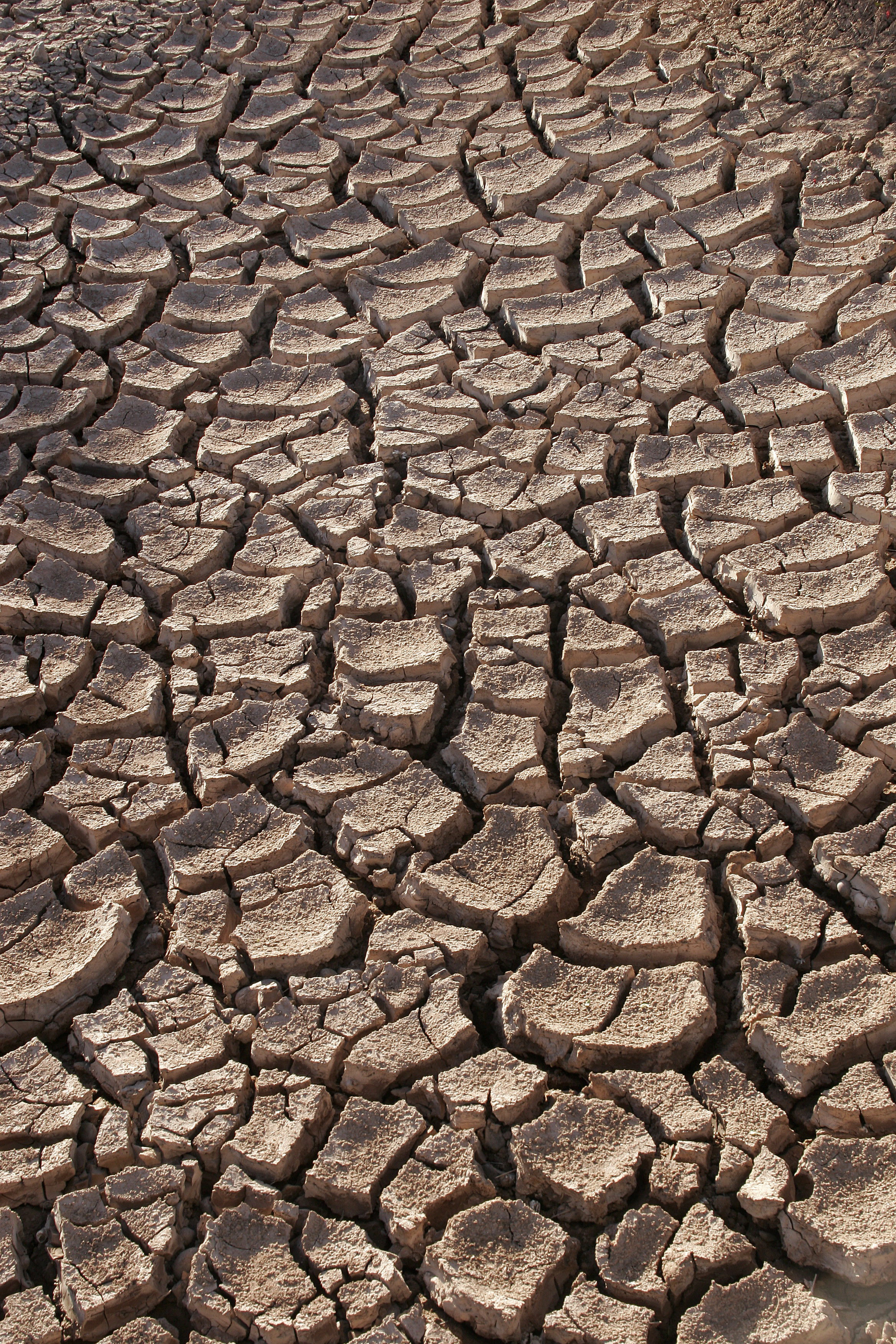
تکیر (پلایا) در بیابان سونورا، ایالات متحده آمریکا

تکیر (روسی: такыр) نوعی ناهمواری است که در بیابان‌های آسیای مرکزی دیده می‌شود و شبیه به نمکزارهای جنوب غربی ایالات متحده است. این اصطلاح از زبان قزاقی یا یکی دیگر از زبان‌های ترکی آسیای مرکزی گرفته شده و به معنای «صاف، یکنواخت یا لخت» است. تکیر معمولاً در یک منطقه کم عمق و فرورفته با خاک رسی سنگین تشکیل می‌شود که پس از بارندگی‌های فصلی زیر آب می‌رود. پس از تبخیر آب، یک پوسته خشک‌شده با تَرَک و شکاف بر روی سطح خاک تشکیل می‌شود. پوسته اغلب توسط سیانوباکتری‌های رشته‌ای کلونیزه می‌شود.
در جنوب غربی ایالات متحده، «تکیرها» با نام پلایا یا کفه نمکی (کویر) و در کشورهای عربی به نام سبخا شناخته می‌شوند.